# PERFECT PERFORMER -THE YELLOW MONKEY-
『PERFECT PERFORMER -THE YELLOW MONKEY-』（パーフェクト パフォーマー ザ イエロー モンキー）は、1999年7月1日にファンハウスから発売されたPlayStation用音楽ゲーム。

## 概要
THE YELLOW MONKEY企画協力による音楽ゲーム。ゲーム中の楽曲はTHE YELLOW MONKEYのオリジナル音源を使用しており、全てフルで流れる。また、ゲーム中の応援の声はメンバーの肉声を使用している。
マルチタップを使用することにより、音楽ゲーム初の最大4人プレイが可能。
初回限定特典としてコントローラーパッドが付属されていた。
6曲と言う曲数の少なさ、1曲丸々プレイすることになるため1回が結構な長丁場になってしまう点などから、ゲームとしては詰めが甘い内容となっている、と2018年のムックには記述されており、さらには「THE YELLOW MONKEYのブームに乗った安直なゲーム」と書き立てた記事も見られる。

## 遊び方
プレイヤーはボーカル、ギター、ベース、ドラムのうちの一つを選択し、流れる曲のリズムに合わせて3つのボタンを押し、演奏する。
得点によって演出が左右し、ライヴが盛り上がればスペシャルステージが出現する。
ゲームをクリアすることによって特典映像を見ることが可能。

## 収録曲
楽園
11thシングル。
TVのシンガー
6thアルバム『SICKS』収録。
紫の空
6thアルバム『SICKS』収録。
LOVE LOVE SHOW（Album Version）
12thシングル。7thアルバム『PUNCH DRUNKARD』収録。
BURN
13thシングル。
MY WINDING ROAD
17thシングル。
NEW YORK CITY LOSER
18thシングル『SO YOUNG』カップリング曲。

## 影響
シンガポールで初めての全員女性ハードコアバンド「Obstacle Upsurge」のドラムスPuteri Nurainn（スクリーモバンド「Rangka」や、歌手のBravepaperのバンドに参加）は、プライマリースクール（小学校）時代にこのゲームで遊び、彼女は99%の確率でドラムを選択した。彼女はこのゲームを始めたことが常にドラムに興味を持つようになった要因であると考えている。